# Euphyia phaeotaeniata
Euphyia phaeotaeniata là một loài bướm đêm trong họ Geometridae.